# Dougong

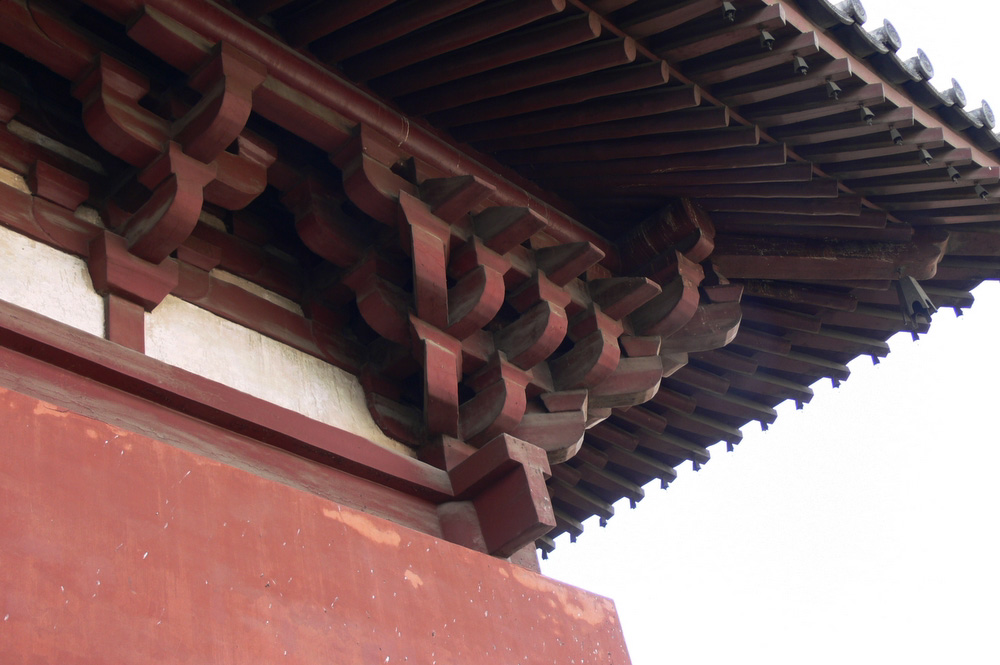
Dougong w świątyni buddyjskiej w Datong, XI wiek

Dougong (chiń. 斗拱; pinyin dǒugǒng) – tradycyjny element architektury chińskiej, japońskiej i koreańskiej, stosowany powszechnie w konstrukcji obiektów publicznych i sakralnych. Jego stosowanie w budynkach o mniejszym znaczeniu i domach mieszkalnych było niedozwolone.
Dougong jest zespołem podpór, najczęściej drewnianych, które spoczywają na kolumnach, przenosząc na nie równomiernie obciążenie konstrukcji dachowej budynku. Pełni rolę elementu amortyzującego między belką a podporą, stanowiąc odpowiednik zachodniego kapitelu lub wspornika. Dougong pełnił także funkcje dekoracyjne – im większy i ważniejszy budynek, tym dougong był bardziej skomplikowany i ozdobny.

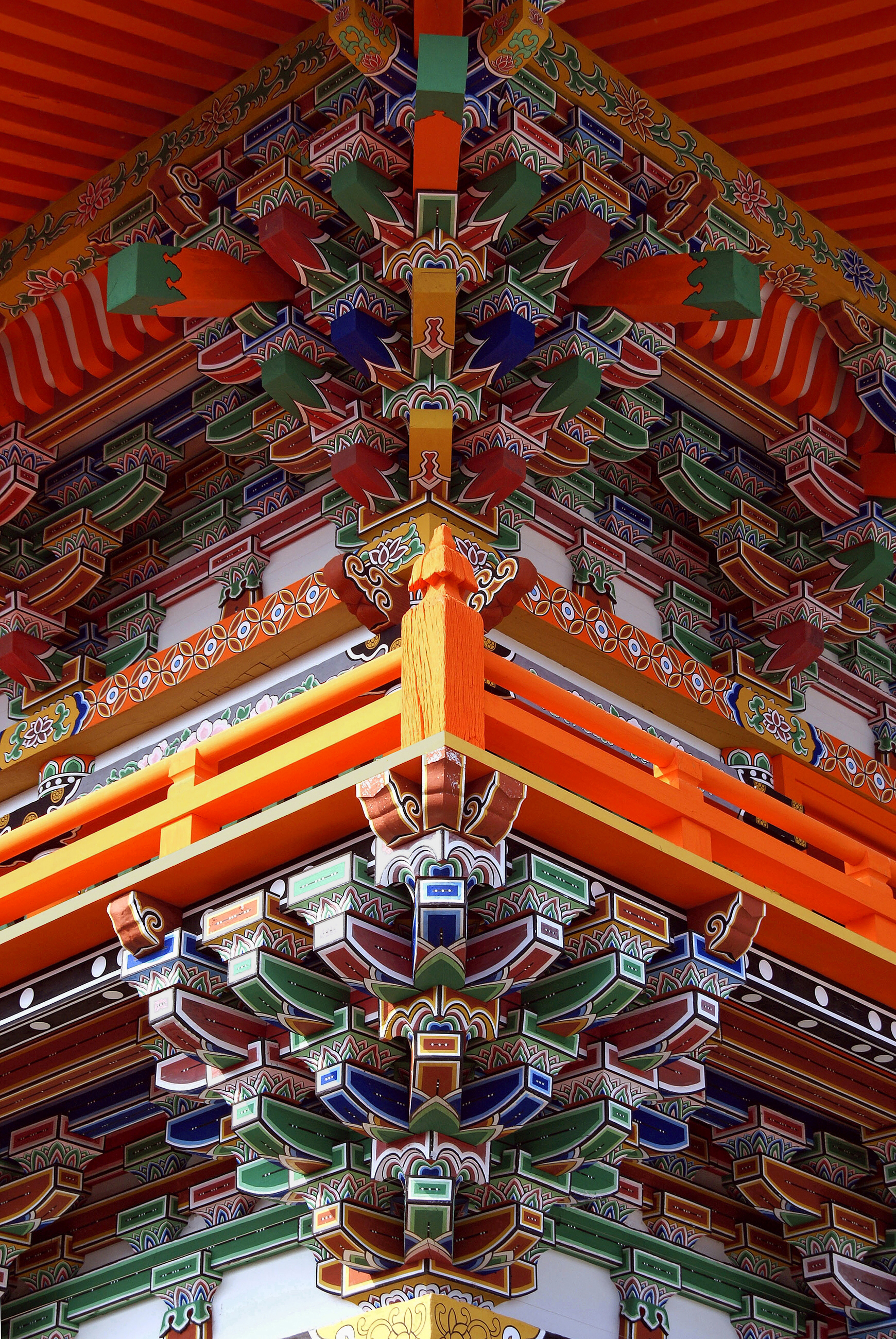
Ozdobny dougong w świątyni Sagami, Japonia

Umożliwia on tworzenie skrajnego wysunięcia dachu poza podpory ścian, charakterystycznego dla dalekowschodniej architektury.
Jego pojawienie się w Chinach datuje się na Okres Wiosen i Jesieni (770-480 p.n.e.). Pierwotnie miał funkcje czysto użytkowe, jednak w późniejszych wiekach najważniejsza stała się funkcja ozdobna.
Do końca rządów dynastii Song dougong miały monumentalną formę. Po tym okresie stały się bardziej smukłe, zwiększono też liczbę kolumn i samych dougong, co nadało budowlom lekkości.

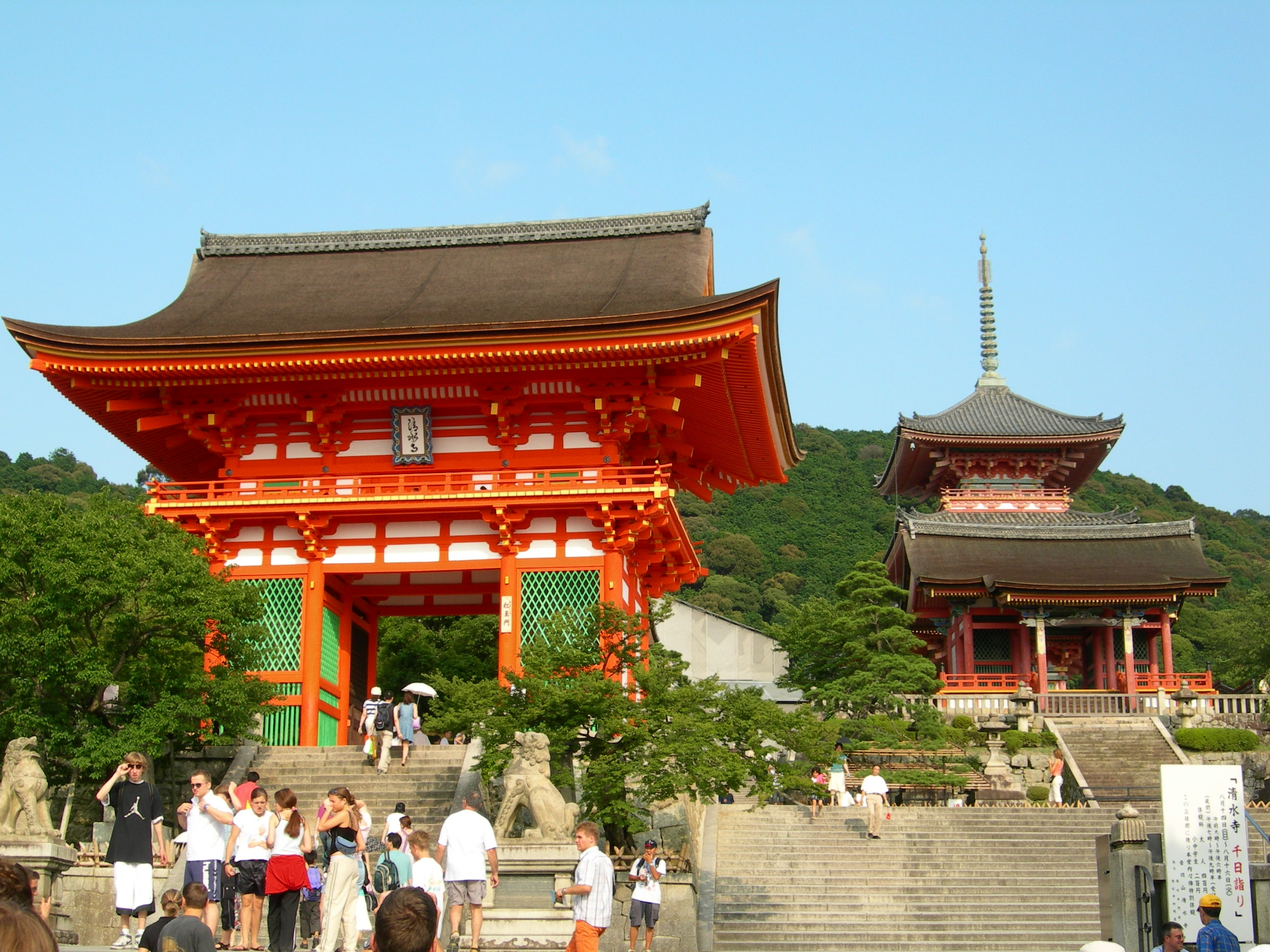
Charakterystyczny wygląd dachu w architekturze Dalekiego Wschodu, dzięki zastosowaniu dougong